# مالوتنکاشوو
مالوتنکاشوو (انگلیسی: Malotenkashevo) یک شهرک در شهرستان نوریمانوفسکی استان باشقیرستان کشور روسیه است.